# Hylocereeae
Die Hylocereeae sind eine Tribus in der Unterfamilie Cactoideae aus der Familie der Kakteengewächse.

## Beschreibung
Hylocereeae sind kletternde oder epiphytische Sträucher mit Adventivwurzeln. Die abgeflachten oder wenigrippigen Triebe haben keine Glochiden. Die blütenbildenden Abschnitte sind nicht differenziert. Die seitlich erscheinenden Blüten sind mittelgroß bis groß und öffnen sich häufig in der Nacht, manchmal aber auch am Tag. Die Areolen auf dem Blütenbecher sind kahl, dornig, borstig oder behaart. Die fleischigen, nicht aufreißenden oder aufreißenden Früchte enthalten mittelgroße bis große Samen, die von einer schleimigen Hülle umgeben sind. Hilum und Mikropyle der Samen sind miteinander vereinigt.

## Systematik und Verbreitung
Die Tribus Hylocereeae ist im tropischen Regenwald von Mittelamerika und im nördlichen Südamerika verbreitet.
Zur Tribus gehören folgende Gattungen:
- Acanthocereus (A.Berger) Britton & Rose
- Aporocactus Lem.
- Disocactus Lindl.
- Epiphyllum Haw.
- Kimnachia S.Arias & N.Korotkova
- Pseudorhipsalis Britton & Rose
- Selenicereus Britton & Rose
- Weberocereus Britton & Rose

## Botanische Geschichte
Nathaniel Lord Britton und Joseph Nelson Rose beschrieben in ihrem Werk The Cactaceae die drei Subtribus Rhipsalidanae (mit acht Gattungen), Epipyhlanae (mit neun Gattungen) und Hylocereanae (mit neun Gattungen) die alle epiphytische und luftwurzelbildene Arten enthielten. Curt Backeberg fasste diese 1942 als Tribus Hylocereeae unter Unterfamilie Cereoideae K.Schum. zusammen und unterteilte sie in drei Subtribus mit 31 seiner Gattungen.
Die heutige Einordnung als Tribus der Cactaceae wurde 1958 von Franz Buxbaum vorgenommen.

## Nachweise

## Weiterführende Literatur
- Ralf Bauer: A synopsis of the tribe Hylocereceeae F. Buxb. In: Cactaceae Systematics Initiatives. Band 17, S. 3–63, 2003